# هشت اصل کلی دولت جدید

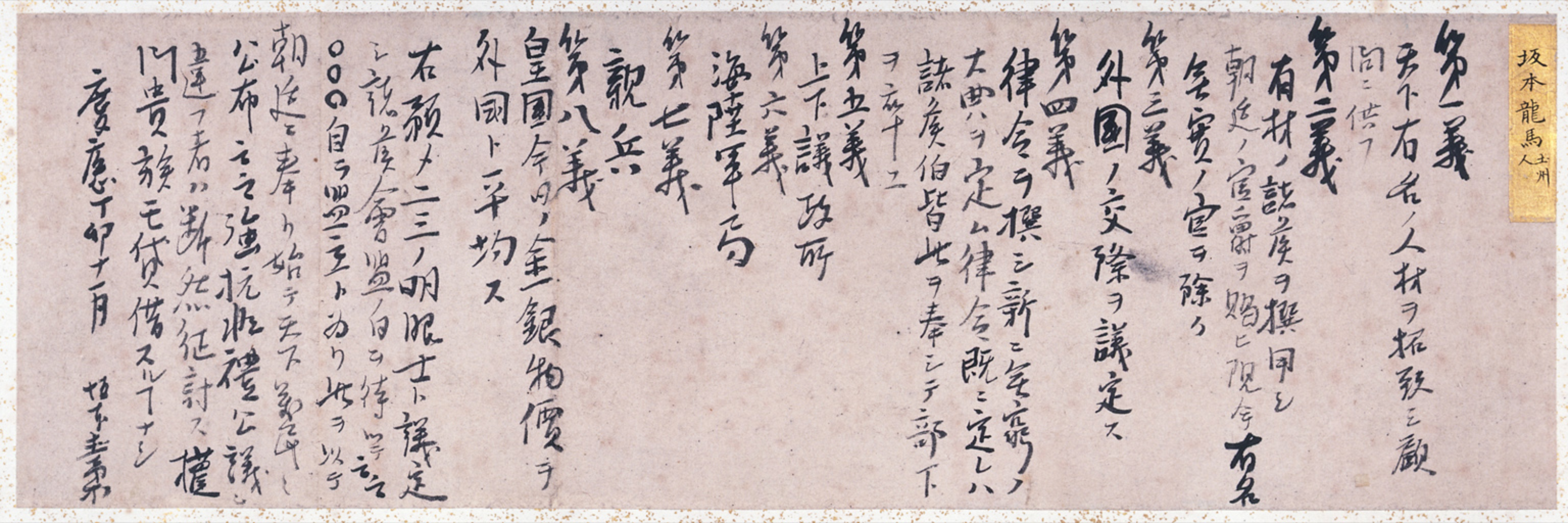
تصویری از هشت اصل کلی دولت جدید یا دست خط ساکاموتو ریوما

هشت اصل کلی دولت جدید (به ژاپنی: 新政府綱領八策)، بازنویسی هشت طرح از درون کشتی است که در سال ۱۸۶۷ میلادی ساکاموتو ریوما انجام گرفت. ریوما یک برنامه هشت‌بندی را به پانزدهمین شوگون و آخرین حکمران شوگون‌سالاری توکوگاوا، توکوگاوا یوشینوبو ارائه داد و از او خواست تا استعفا دهد تا جنگ داخلی صورت نگیرد.
1. تایسی هوکان قدرت سیاسی کشور باید به خاندان سلطنتی برگردد و تمامی فرمان‌ها از آنجا صادر شود،
2. دو شورای قانونگذاری باید تشکیل شود و تصمیمات دولت باید بر مبنای نظر مجلس باشد.
3. نخبگان دارای توانایی در سیاست بکار گرفته شوند.
4. تصویب حقوق اساسی
5. تجدید نظر در مورد معاهده نابرابر
6. تقویت نیروی دریایی
7. ایجاد گوشینپی، سپاه مخصوص امپراتوری
8. استانداردسازی نقره، تناسب ارزش کالاها و پول در ژاپن با نرخ ارز در جهان